# Bar w Folies-Bergère
Bar w Folies-Bergère (fr. Un bar aux Folies Bergère) – obraz olejny francuskiego malarza Édouarda Maneta namalowany w latach 1881–1882, a obecnie przechowywany w Courtauld Gallery w Londynie. Dzieło ma wymiary 96 cm wysokości i 130 cm szerokości. Jest to ostatnia wielka kompozycja malarza, opiewająca życie codzienne.

## Opis
Centralną postacią obrazu jest jedna z pracujących tam kelnerek o imieniu Suzon, która była również modelką malarza. Na obrazie Suzon, ubrana w ciemną suknię, stoi za barem zastawionym martwą naturą: butelkami pełnymi trunków, owocami w naczyniu oraz kwiatami we flakonie. Kompozycja ta, stanowiąca pierwszy plan obrazu, tworzy swoistą piramidę, w której centralnym punkcie znajduje się bukiet kwiatów przysłaniający biust kelnerki.
Drugi plan tworzy to, co się odbija w ogromnym lustrze wiszącym za barmanką. Z prawej strony widać jej odwrócone odbicie w lustrze – Suzon rozmawia z mężczyzną w cylindrze. Po bliższym przyjrzeniu okazuje się jednak, że odwrócona postać Suzon jest odtworzona niedokładnie i nie oddaje idealnie postaci z pierwszego planu. Martwa natura z pierwszego planu również nie odbija się w lustrze tak dokładnie, jak wymagałyby tego prawa optyki. Ponadto na pierwszym planie nie ma mężczyzny rozmawiającego z kelnerką. Jest on ukryty przed oczami widza, albo można powiedzieć, że znajduje się po stronie widza.
Krytycy spierają się, czy to niedokładne lustrzane odbicie jest błędem malarza, czy zamierzonym przez niego efektem. Być może jest to skutek namalowania obrazu w pracowni na podstawie szybko zrobionego w barze szkicu, ale najprawdopodobniej niedokładność ta była celowa. Wbrew pierwszemu wrażeniu, obraz nie został bowiem namalowany w barze, ale w pracowni malarza, gdzie Suzon mu pozowała, w barze mógł powstać jedynie szkic.
Oprócz wspomnianych postaci w lustrze widać odbicie wielu osób, a wśród nich śmietanki towarzyskiej Paryża. Jest tam ubrana na biało Méry Laurent, którą artysta sportretował w 1881, a obok niej malarze Gaston Latouche oraz Henry Dupray.

## Interpretacja
Obraz pokazuje niejako dwa światy. Pierwszy to świat rzeczywisty i konkretny, a jego uosobieniem jest Suzon. Wymowna jest jej smutna twarz i jej jakby nieobecne spojrzenie. Wprawdzie pracuje ona w Folies-Bergère, sali koncertowej (music-hall), w której często wystawiano spektakle pełne elementów frywolności, ale do niej nie należy. Drugim światem jest ten widziany w lustrze. Wydaje się, że artysta chciał ukazać tu rozbieżność między tymi dwiema sferami rzeczywistości.
Postacie występujące na drugim planie nie są już namalowane tak wyraźnie i dokładnie. Wydają się rozpływać jak dym; są niewyraźne i niekonkretne jak odbicia platońskich idei. Bar w Folies-Bergère był dla Paryża swoistym kulturalnym punktem odniesienia, ale to, co się tam działo, było dla autora tylko cieniem prawdziwego świata. Obraz jest wyrazem jego ironicznego spojrzenia na otoczenie.

## Inspiracje i nawiązania

Panny dworskie (hiszp. Las Meninas), 1656 olej na płótnie, 318 × 276 cm, Museo del Prado

Inspiracją dla Maneta był obraz barokowego malarza Diego Velázqueza Panny dworskie (bardziej znany jako Las Meninas) z 1656, który jest również studium portretowym i w którym także został wykorzystany pomysł lustra wiszącego na ścianie. Jak u Velazqueza w lustrze pojawia się para królewska, której nie widać na innym planie obrazu, tak u Maneta w lustrze pojawia się odbicie mężczyzny w cylindrze oraz całego tłumu postaci, bywalców baru. Manet dokonał transformacji tego pomysłu i przeniósł go w swoje czasy. Tak jak Velázquez pokazuje on świat, który istnieje tylko jako lustrzane odbicie. Prawdopodobnie był to wyraz ironii.
Współczesnym artystą, w którego malarstwie portretowym można dostrzec nawiązania do Maneta, był Andy Warhol. Na obrazie Maneta wzorował się również współczesny australijski artysta John Brack (1920–1999), malując w 1954 swoje dzieło The Bar. W 1978 Jacek Kaczmarski napisał (nawiązując do obrazu) utwór o tym samym tytule.

Myślisz sobie: „Co ten chce ode mnie?”
I bezbarwne łzą oczy podchodzą,
A ja może się z tobą ożenię,
Nieszczęśliwe się dzieci urodzą.